# Dhapparu
Dhapparu is een van de onbewoonde eilanden van het Haa Alif-atol behorende tot de Maldiven.
Het eiland vlak bij het bewoonde eiland Filladhoo.